# Hajašiho přesmyk
Hajašiho přesmyk je reakce ortho-benzoylbenzoových kyselin katalyzovaná kyselinou sírovou nebo oxidem fosforečným.
Meziproduktem je elektrofilní acyliový ion, který reaguje s dalším meziproduktem, jímž je spirosloučenina.